# Histoire du soudage
Pour un article plus général, voir soudage.
L'histoire du soudage est liée notamment à l'histoire de la métallurgie, et son origine remonte à l'âge du bronze.
Jusqu'au Moyen Âge, l'art des chaudronniers et forgerons s'est développé et plusieurs objets en fer ont été produits en utilisant la technique du martelage / soudage. Jusqu’au milieu du XIXe siècle, les procédés de soudage évoluent peu, c'est vers 1850 qu'on commence à se servir du gaz pour chauffer les métaux à souder.
À la fin XIXe siècle, de nouveaux procédés sont mis en œuvre, tels que le soudage oxyacétylénique, le soudage aluminothermique, le soudage à l’arc électrique, le soudage par résistance. Tous ces procédés connaîtront leur essor industriel vers 1920.
À partir de 1950, de nouveaux procédés sont mis au point, tels que le soudage par faisceau d'électrons, le soudage par faisceau laser, le soudage par impulsion magnétique, et le soudage par friction malaxage.

Mines et production de métaux dans le Moyen-Orient dans l'Antiquité

## Préhistoire et Antiquité

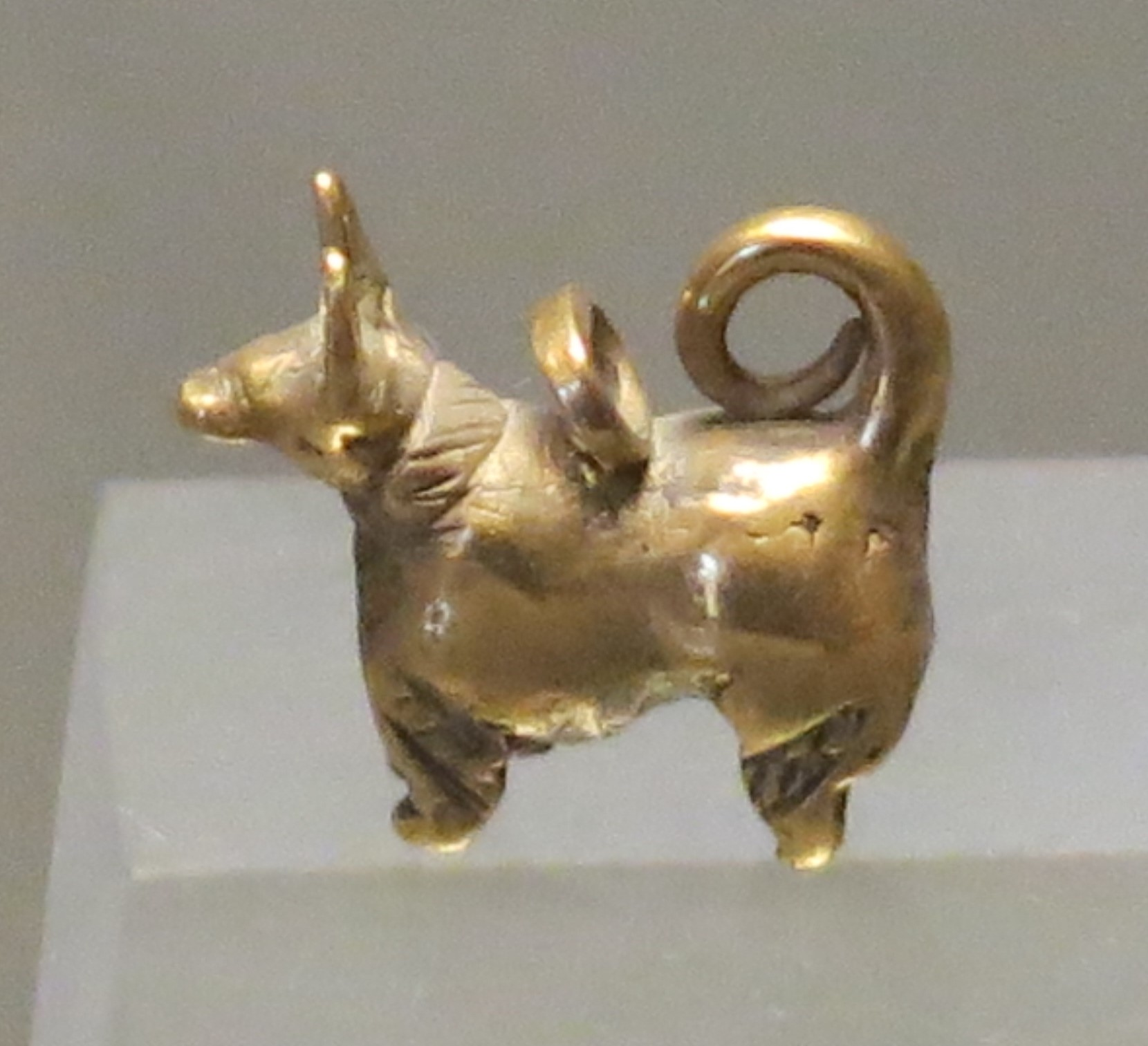
Petit chien à bélière.

L’origine du soudage remonte aux âges des métaux : 
- à l’âge du bronze on soudait à la poche[1],
- à l’âge du fer on soudait à la forge[réf. souhaitée].

L'exemple le plus ancien de soudage est la jonction entre l'anneau de suspension et le pendentif du Petit chien à bélière conservé au musée du Louvre (Uruk, 3300-3100 av. J.-C.).
Un autre exemple est constitué par de petites boîtes circulaires en or datant de l'Âge du bronze et assemblées par chauffage et martelage d'un joint constitué de deux surfaces se recouvrant. Il a été estimé que ces boîtes ont été fabriquées il y a plus de 2000 ans[réf. souhaitée].
Pendant l'âge du bronze, les Égyptiens et les peuples de l'est méditerranéen ont appris à assembler par soudage des pièces en fer. Plusieurs outils datant approximativement de 3 000 ans ont été retrouvés[réf. souhaitée].

Le Pilier de fer de Delhi, érigé à Delhi, à l'époque de Chandragupta II, et pesant 5.4 tonnes

L'ancien historien grec Hérodote déclare dans Histoires (I,25) du Ve siècle av. J.-C. que Glaucos de Chios le seul homme justement qui ait trouvé l'art de souder le fer (on lui attribuait aussi la pratique de la trempe du fer). Le soudage a été utilisé dans la construction du Pilier de fer de Delhi, érigé à Delhi, à l'époque de Chandragupta II, et pesant 5,4 tonnes.

## Moyen Âge
Des progrès du soudage à la forge par martelage sont rapportés au Moyen Âge, où les chaudronniers et les forgerons pilonnent le métal chauffé jusqu'à ce que la liaison ait lieu.

## Temps modernes
En 1540, Vannoccio Biringuccio publie De la Pirotechnia, qui comprend des descriptions de l'opération de forgeage. Les artisans de la Renaissance ont amélioré le processus, et l'industrie a continué à croître au cours des siècles suivants.

## XIXesiècle
En 1800, Sir Humphry Davy a découvert l'arc électrique à impulsions courtes et a présenté ses résultats en 1801. En 1802, le scientifique russe Vassily Petrov (en) a créé l'arc électrique continu, et a ensuite publié Nouvelles expériences Galvaniques-voltaïques en 1803, dans lequel il décrit des expériences réalisées en 1802. Le plus important dans cette publication, c'est la description d'une décharge d'arc stable et l'indication de son utilisation possible pour de nombreuses applications, dont la fusion de métaux. En 1808, Davy, qui ignorait le travail de Petrov, découvre lui aussi l'arc électrique continu.
En 1881-87, les inventeurs Nikolaï Benardos (en), russe, et Stanislav Olchevski (en), polonais, ont créé la première méthode de soudage à l'arc électrique, anciennement connu sous le nom Elektrogefest, puis sous le nom soudage à l'électrode carbone de (CAW) en utilisant des électrodes de carbone,. Les progrès de la soudure à l'arc ont continué avec l'invention des électrodes métalliques à la fin des années 1800 par un Russe, Nikolaï Slavianov (en) (1888), et un Américain, Charles Coffin (en) (1890). Vers 1900, A. P. Strohmenger a créé une électrode métallique revêtue en Grande-Bretagne, qui a donné un arc plus stable. En 1905, le scientifique russe Vladimir Mitkevich a proposé d'utiliser un arc électrique triphasé pour le soudage. En 1919, le courant alternatif de soudage a été inventé par C. J. Holslag , mais ne s'est pas développé avant la décennie suivante.
Le soudage par résistance a également été mis au point au cours des dernières décennies du XIXe siècle, avec les premiers brevets de Elihu Thomson, en 1885, qui a produit de nouvelles avancées au cours des 15 années suivantes. La soudure aluminothermique (TW) a été inventée en 1893, et à cette époque un autre processus, le soudage oxycoupage, s'est diffusé.
L'acétylène a été découvert en 1836 par Edmund Davy, mais ce n'est qu'à partir des années 1890 qu'Henry Le Chatelier envisage la fabrication d'un chalumeau permettant de souder sous l'eau en utilisant sa température de combustion élevée. Aidé de Charles Picard, il tente d'abord en vain de résoudre les problèmes posés par les risques d'explosion en concevant un brûleur en matériau réfractaire (1898). Les deux hommes atteignent finalement les résultats espérés (1901) avec Edmond Fouché en portant le débit du mélange combustible air+acétylène à plus de 200 m/s. Dans un premier temps, le soudage oxyacétylénique a été l'un des procédés de soudage les plus populaires en raison de son coût et de sa facilité d'utilisation. Au cours du XXe siècle il a régressé pour les applications industrielles. Il a été en grande partie remplacé par le soudage à l'arc, avec des électrodes revêtues qui stabilisent l'arc et protègent le matériau de base des impuretés.

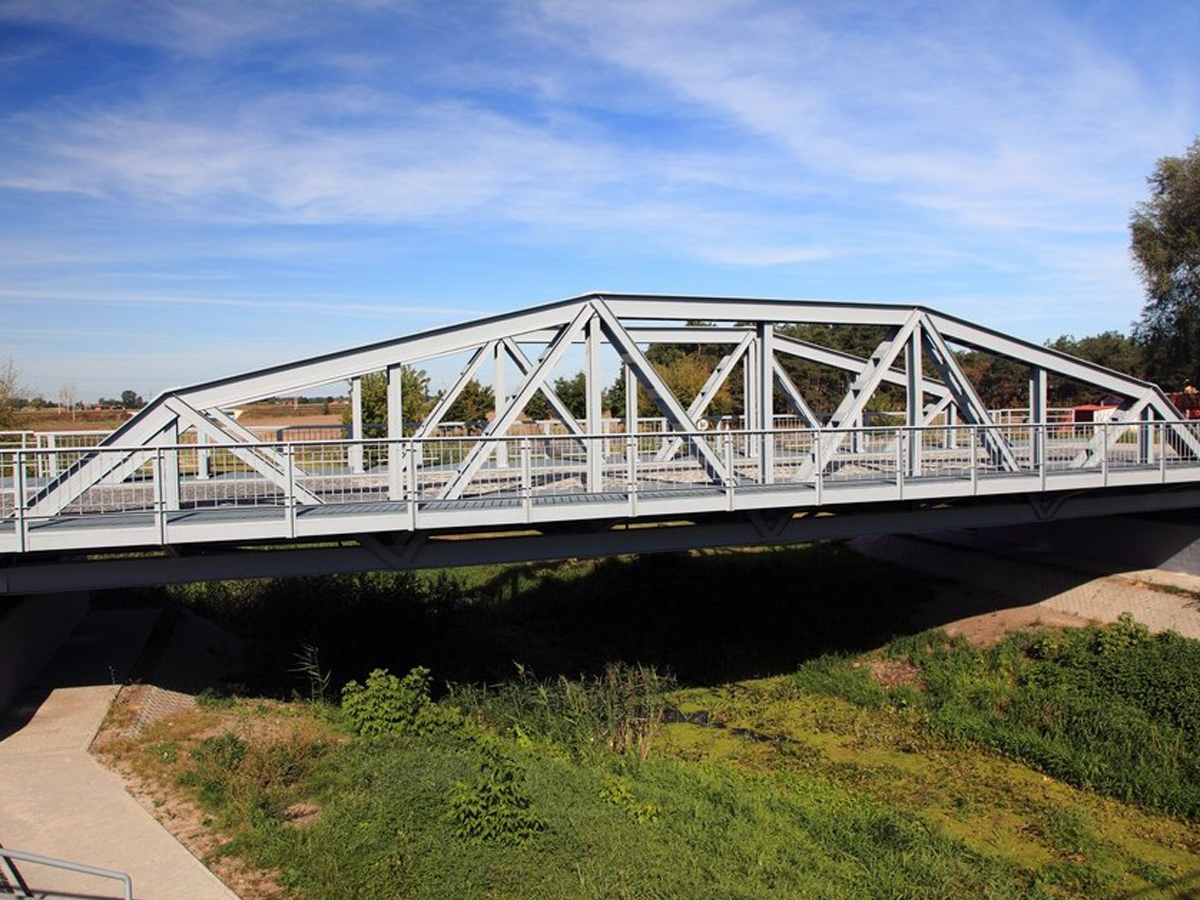
Pont de Maurzyce

## XXesiècle

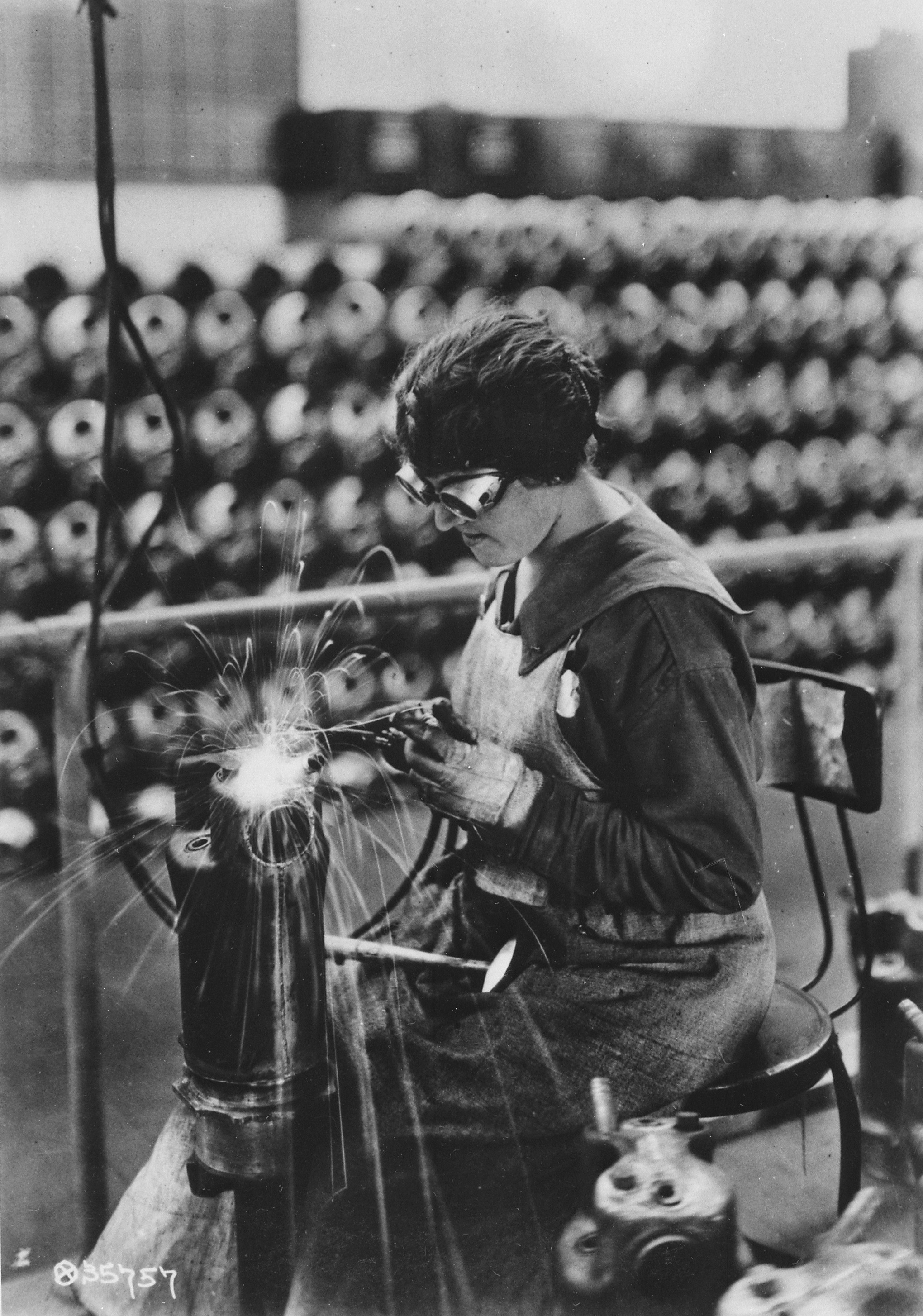
1918 : Soudure à l'acétylène pour l'US Army.

La Première Guerre mondiale a provoqué une hausse importante de l'utilisation des procédés de soudage, avec les différentes puissances militaires qui tentent de déterminer parmi les nouveaux procédés de soudage celui qui serait  le plus efficace. Le plus utilisé a été le soudage à l'arc britannique, qui a servi à la construction d'un navire, le Fullagar avec une coque entièrement soudée. Le soudage à l'arc a été d'abord appliqué aux avions pendant la guerre et, par exemple, dans certains fuselages d'avions allemands qui ont été construits en utilisant ce processus. Il faut également noter le premier pont routier soudé dans le monde, le pont de Maurzyce conçu par Stefan Bryła de l'École polytechnique de Lwów en 1927, et construit à travers la rivière Słudwia près de Łowicz, en Pologne en 1928.
Durant les années 1920, des progrès importants ont été faits dans la technologie de soudage, y compris l'introduction de soudage automatique en 1920, dans lequel le fil d'électrode a été alimenté en continu. Le gaz de protection est devenu un sujet recevant beaucoup d'attention, que les scientifiques ont mis au point pour protéger les soudures des effets de l'oxygène et l' azote de l'atmosphère. La porosité et la fragilité étaient les principaux problèmes dus au soudage et des solutions qui ont été développées comme l'utilisation de l'hydrogène, l'argon et l'hélium comme atmosphères de soudage. Au cours de la décennie suivante, de nouvelles avancées sont permises pour le soudage des métaux réactifs comme l'aluminium et le magnésium. Les développements du soudage automatique, du soudage avec courant alternatif, et sous flux ont permis une expansion du soudage à l'arc au cours des années 1930, puis au cours de la Seconde Guerre mondiale. En 1930, le premier navire marchand entièrement soudé, M/S Carolinian, a été lancé.
La marine de guerre allemande de l'époque (d'abord sous la République de Weimar, puis sous le régime nazi) a utilisé cette technique avec profit. À cette époque, les traités internationaux (Traité de Versailles, Traité de Washington) limitaient sévèrement le tonnage des navires de guerre.
Le soudage bord à bord des tôles de la coque permet de considérables économies de poids par rapport à la construction navale par rivetage alors universellement employée (comme sur le RMS Titanic). En effet, non seulement le poids des rivets est éliminé, mais aussi celui du nécessaire recouvrement des tôles de coque. Les ingénieurs navals ont utilisé cet avantage (et le gain de poids sur l'appareil propulsif où les moteurs Diesel remplacent les classiques chaudières et turbines à vapeur) pour produire la série des « cuirassés de poche » de la classe Deutschland, où l'économie de poids pouvait être reportée sur l'armement (six canons de 280 mm), le blindage et les soutes de carburant, donnant à ces navires un rayon d'action exceptionnel tout en restant (moyennant quelques tricheries dans le calcul du déplacement) dans les limites des traités. Le plus célèbre de ces navires est l'Admiral Graf Spee, qui a affronté les croiseurs britanniques lors de la bataille du Rio de la Plata.
Aux États-Unis, le soudage à l'arc a également été employé par la marine militaire, mais surtout par la construction navale civile pour les cargos type liberty ship produits en grande série, à un rythme effréné, en suivant les méthodes du taylorisme et du fordisme par les chantiers navals du magnat américain de la construction Harry J Kaiser, qui employaient massivement de la main-d'œuvre féminine. Ce système permettait de compenser largement les pertes de navires marchands dues aux sous-marins allemands.

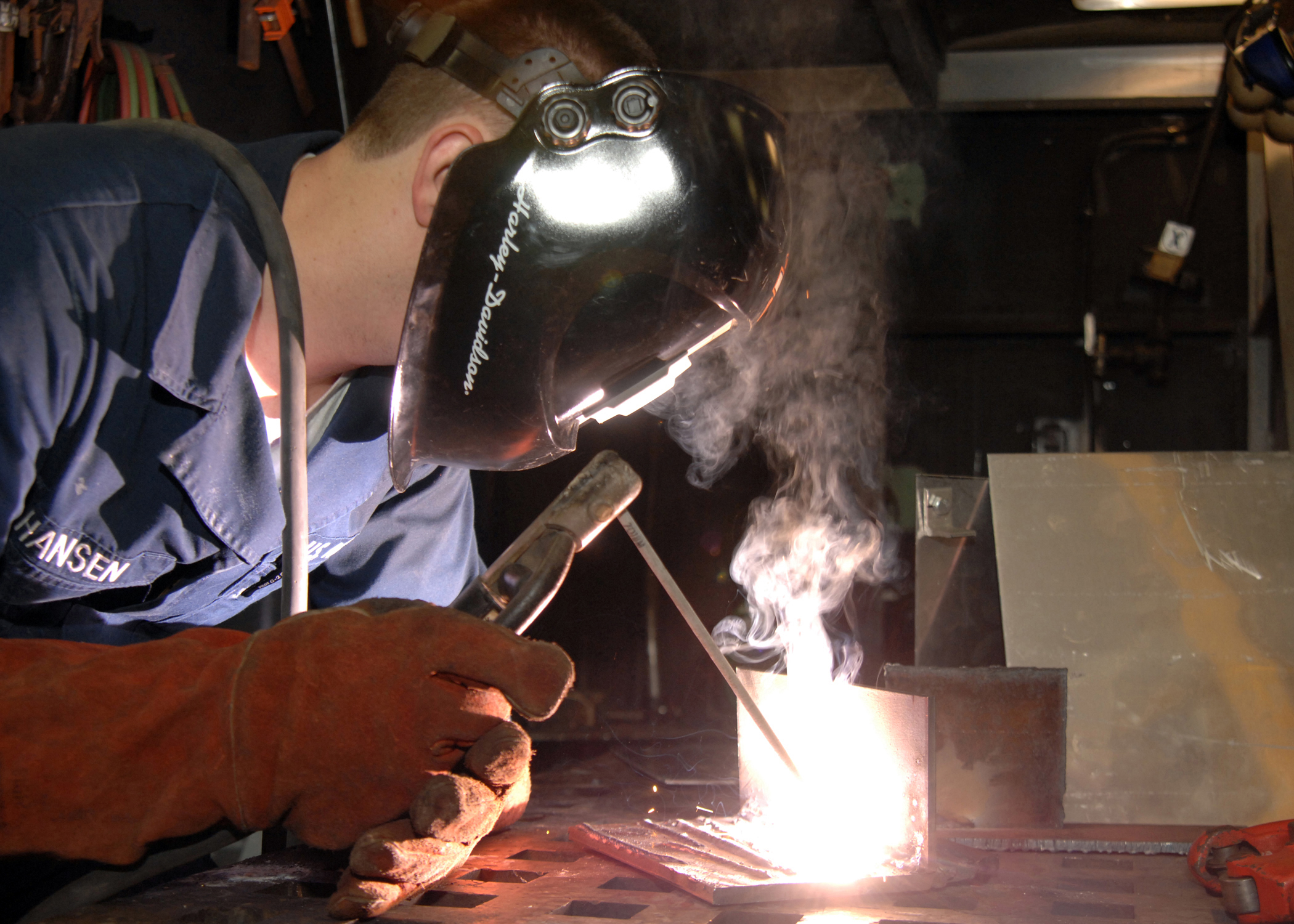
Soudage à l'arc à l'électrode enrobée

Au milieu du XXe siècle, de nombreuses nouvelles méthodes de soudage ont été inventés. La mise au point du soudage de goujons date de 1930, et s'est développé dans la construction navale et la construction. Le soudage à l'arc a été inventé la même année. En 1932, un Russe, Konstantin Khrenov (en), a mis au point le soudage à l'arc sous l'eau. Le soudage à l'arc sous gaz inerte avec électrode (infusible) de tungstène, après des décennies de développement, a finalement été perfectionné en 1941, et le soudage à l'arc métallique sous gaz a été mis au point en 1948, permettant le soudage rapide des matériaux non ferreux mais nécessitant des gaz de protection coûteux. Le soudage à l'arc à l'électrode enrobée a été développé au cours des années 1950, en utilisant une électrode consommable enrobée, et il est rapidement devenu le processus le plus populaire de soudage à l'arc métallique. En 1957, le processus de soudage à l'arc fourré a débuté, dans lequel l'électrode de fil auto-blindé peut être utilisée avec un équipement automatique, ce qui entraîne des vitesses beaucoup plus élevées de soudage, et cette même année, le soudage à l'arc de plasma a été inventé. Le soudage vertical sous gaz ou Electro Slag Welding (ESW) apparaît en 1958, et il a été suivi par son cousin, le soudage électrogaz, en 1961. En 1953, le scientifique soviétique N. F. Kazakov a proposé la liaison par diffusion méthode (DFW).
Un autre développement récent du soudage est la percée du soudage par faisceau d'électrons en 1958, qui rend possible un soudage profond et étroit grâce à la source de chaleur concentrée. À la suite de l'invention du laser en 1960, le soudage par faisceau laser a débuté plusieurs décennies plus tard, et a démontré être particulièrement utile à grande vitesse dans le soudage automatisé. Le soudage par impulsion magnétique (MPW) est utilisé industriellement depuis 1967. Le soudage par friction malaxage a été inventé en 1991 par Wayne Thomas au Welding Institute (TWI, Royaume-Uni) et a trouvé des applications de haute qualité partout dans le monde. Ces quatre nouveaux processus continuent d'être très coûteux en raison du coût élevé de l'équipement nécessaire, et cela a limité leurs applications.